# مگنوس کارلسن
اسون مگنِس اوئن کارلسِن (به نروژی: Sven Magnus Øen Carlsen) (زادهٔ ۳۰ نوامبر ۱۹۹۰ در تنسبرگ، نروژ) استاد بزرگ و نابغه شطرنج اهل نروژ است که بازیکن شماره یک رتبه‌بندی جهانی شطرنج و ریتینگ اوج او ۲۸۸۲ می‌باشد که در عین حال بالاترین ریتینگ تاریخ شطرنج نیز محسوب می‌شود. از سال ۲۰۰۹، او در ۵ سال پیاپی برنده جایزه معتبر اسکار شطرنج شده‌است.
کارلسن برای اولین بار در مسابقات قهرمانی شطرنج جهان زیر ۱۲ سال در سال ۲۰۰۲ به تساوی دست پیدا کرد. مدتی بعد از آن در مسابقه شطرنج شرکت تاتا به رتبه اول دست پیدا کرد. او در ۱۵ سالگی برنده مسابقات قهرمانی شطرنج نروژ شد و در ۱۷ سالگی در مسابقات شطرنج ۲۰۰۸ کروس ریتینگ ۲۷۳۳ را به‌دست آورد و عنوان دوم جدول را از آن خود کرد.
کارلسن قهرمان بلیتز جهان در سال ۲۰۰۹ شد. درخشش او در رویداد چندجانبهٔ «مروارید بهار نانجینگ» در سپتامبر و اکتبر ۲۰۰۹ یکی از بهترین نتایج تاریخ شطرنج توصیف شد که وی را به ریتینگ ۲۸۰۱ رساند. کارلسن همچنین قهرمان شطرنج برق‌آسای جهان در سال ۲۰۰۹ شده‌است.
او در سال ۲۰۱۳ با فتح مسابقات کاندیداتوری شطرنج، توانست حق رویارویی در مقابل ویسواناتان آناند را در رقابت قهرمانی شطرنج جهان در سال ۲۰۱۳ به‌دست آورد. در این رقابت کارلسن موفق شد با برتری ۶٬۵–۳٬۵ مقابل آناند، ضمن کسب عنوان قهرمانی جهان، به سلطه ۶ ساله آناند بر شطرنج جهان خاتمه دهد.
وی در سال‌های ۲۰۱۴، ۲۰۱۶، ۲۰۱۸ و ۲۰۲۱ نیز به ترتیب با کسب پیروزی مقابل ویسواناتان آناند، سرگئی کاریاکین، فابیانو کاروانا و یان نپومنیاشی توانست از مقام قهرمانی شطرنج جهان خود دفاع کند.
او رسماً اعلام کرد که قرار نیست از عنوان خود در سال ۲۰۲۳ دفاع کند

## دوران کودکی

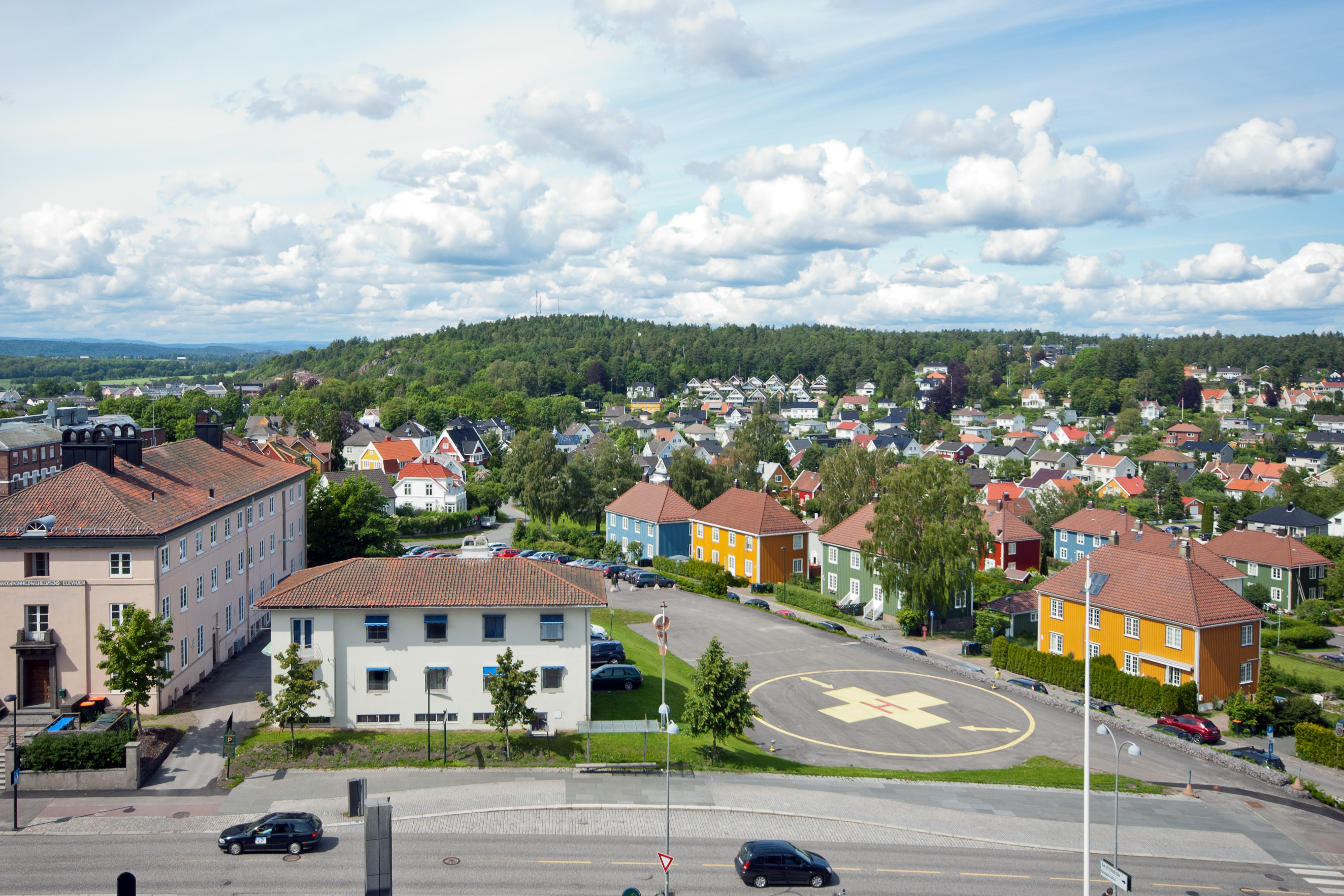
نمایی از محل تولد کارلسن در یکی از شهرهای نروژ

کارلسن در ۳۰ نوامبر ۱۹۹۰ در تنسبرگ نروژ به دنیا آمد. خانواده او یک سال در اسپو، فنلاند و سپس در بروکسل، بلژیک زندگی می‌کردند و در ۱۹۹۸ به نروژ بازگشته و در بروم، نروژ نقل مکان کردند. البته بعداً در هاسلوم ساکن شدند. کارلسن در سنین پایین توانایی‌های ذهنی و استعدادهای خود را نشان داد، او در دو سالگی قادر به حل پازل‌های ۵۰ تکه ای بود. در چهار سالگی توانایی ساخت اشکال با لگو را به دست آورد، او در این سن دستورالعمل‌هایی که برای افراد ۱۰ تا ۱۴ سال بود را انجام می‌داد. پدر مگنِس که خود شطرنج بازی آماتور محسوب می‌شد، در پنج سالگی به او روش بازی کردن شطرنج را آموخت اما مگنِس در ابتدا چندان علاقه ای به بازی نشان نمی‌داد. او سه خواهر نیز دارد و در سال ۲۰۱۰ اظهار داشت یکی از چیزهایی که او را به شطرنج ترغیب می‌کرد تمایل به شکست دادن خواهر بزرگش بوده‌است.

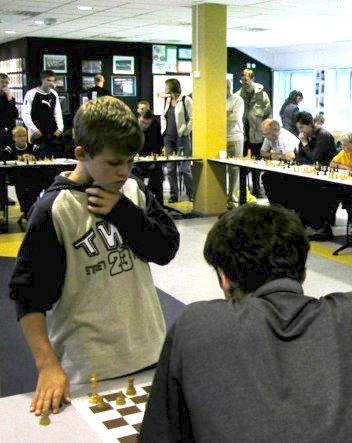
کارلسن ۱۳ ساله در مولدا در حال بازی سیمولتانه

اولین کتاب شطرنجی که کارلسن مطالعه کرد یافتن طرح بود که توسط بنت لارسن نوشته شده بود. اولین کتابی که در مورد گشایش‌ها مطالعه کرد نیز کتاب اژدهای کامل اثر ادوارد گوفلد بود. کارلسن مهارت‌های اولیه شطرنج را با استفاده از تمرینات شخصی و توضیحات پدرش آموخت، سایمن آگدستین بر حافظه استثنایی کارلسن تأکید می‌کند و می‌گوید او در پنج سالگی می‌توانست مناطق، پرچم‌ها، و پایتخت‌های تمام کشورهای جهان را بیان کند. بعدها کارلسن حتی تعداد جمعیت مناطق و مراکز اداری تقریباً تمام شهرداری‌های نروژ را هم حفظ کرد. کارلسن در اولین مسابقه خود در مسابقات قهرمانی شطرنج نروژ شرکت کرد. این مسابقه در سال ۱۹۹۹ برگزار شد و در این زمان کارلسن ۸ سال و ۷ ماه داشت. او در این مسابقات نمره ۶½/۱۱ را به‌دست آورد.

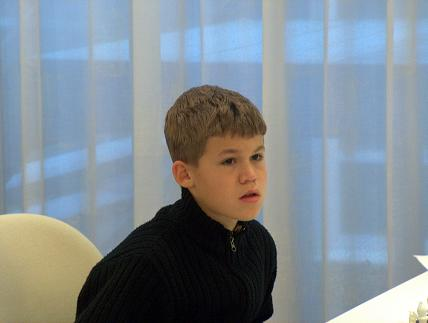
کارلسن در کودکی ۳۰ اکتبر ۲۰۰۴

کارلسن تا مدت‌ها زیر نظر سایمن آگدستین استادبزرگ شطرنج در مدرسه نخبگان ورزشی آموزش می‌دید. در سال ۲۰۰۰ آگدستین، کارلسن را به تربجورن رندال هانسن معرفی کرد. تربجورن رندال هانسن قهرمان سابق نروژ بود که بعداً عنوان استاد بزرگی را نیز به دست آورد. کارلسن یک سال زیر نظر این مربی به یادگیری شطرنج پرداخت و در همین یک سال ریتینگ او از ۹۰۴ به ۱۹۰۷ افزایش یافت. این موفقیت در سپتامبر ۲۰۰۰ و در مسابقات قهرمانی نوجوانان نروژ رخ داد. کارلسن در این مسابقات بهترین عملکرد را با ریتینگ ۲۰۰۰ به دست آورد. او علاوه بر شطرنج حدود سه تا چهار ساعت در روز مطالعه می‌کرده‌است. سرگرمی‌های مورد علاقه او نیز فوتبال و خواندن کمیک‌های دانلد داک بوده. او تا ده سالگی اسکی بازی می‌کرده‌است.
از پاییز ۲۰۰۰ تا پایان ۲۰۰۲، کارلسن در حدود ۳۰۰ تورنمنت مختلف شرکت داشت. او در اکتبر ۲۰۰۲ در مسابقات قهرمانی زیر ۱۲ سال اروپا شرکت کرد و رتبه ششم را به دست آورد. ماه بعد نیز برای اولین بار در مسابقات قهرمانی جهان زیر ۱۲ سال شرکت کرد. این مسابقات در هراکلیون برگزاری می‌شد. پس از آن او سه مورد از معیارهای استاد بین‌المللی شطرنج را کسب کرد. اولی در ژانویه ۲۰۰۳ در گاسدال (نمره ۷/۱۰، درجه‌بندی عملکرد ۲۴۵۳)، دومی در ژوئن ۲۰۰۳ در استکهلم (نمره ۶/۹، درجه‌بندی عملکرد ۲۴۷۰) و سومی ژوئیه ۲۰۰۳ در کپنهاگ (نمره ۸/۱۱، درجه‌بندی عملکرد ۲۵۰۳). در نهایت در ۲۰ اوت ۲۰۰۳ او به‌طور رسمی عنوان استاد بین‌المللی شطرنج را دریافت کرد. پس از به پایان رساندن تحصیلات ابتدایی، کارلسن یک سال برای شرکت در مسابقات بین‌المللی شطرنج در اروپا ۲۰۰۳ تحصیل را رها کرد و پس از آن تحصیلات متوسطه را در یک مدرسه ورزشی ادامه داد. کارلسن در طول سال‌هایی که تحصیل را رها کرده بود در مسابقات مختلفی نظیر سومین مسابقات قهرمانی زیر ۱۴ سال اروپا و نهمین مسابقات قهرمانی زیر ۱۴ سال شرکت کرد.

## حرفه شطرنج

### ۲۰۰۴
کارلسن در سال ۲۰۰۴ در مسابقات شطرنج تاتا استیل در ویک آن زی شرکت کرد و نمره ۱۰/۱۳ را به دست آورد. او در این رقابت‌ها در گروه C قرار گرفت و تنها در مقابل دوسکو پاواسویچ شکست خورد. به دلیل نتیجه خوب در این بازی او اولین معیار استادبزرگی شطرنج را به دست آورد و درجه‌بندی عملکرد ۲۷۰۲ را کسب کرد. نقطه قوت او مات کردن سیپک ارنست در ۲۹ حرکت بود. پیروزی کارلسن در گروه C باعت شد تا او در سال ۲۰۰۵ در گروه B بازی کند. بازی خیره‌کننده او باعث شد تا واشینگتن پست لقب «موتسارت شطرنج» را برای او به کار بگیرد. آگدستین نیز بیان کرد که کارلسن حافظه خوبی دارد و می‌تواند گستره وسیعی از روش‌های بازی را پیش بگیرد. توانایی کارلسن توجه مایکروسافت را جلب کرد و این شرکت حامی او شد.
کارلسن دومین معیار استادبزرگی شطرنج را در مسابقات آئروفلوت اوپن مسکو و در ۱۷ مارس به دست آورد. او در تورنمنت شطرنج سریع ریکیاویک شرکت کرد و قهرمان سابق جهان آناتولی کارپف را شکست داد. در روز بعد بازی او با گری کاسپارف رو در رو شد، در اولین بازی به تساوی دست یافت اما بازی دوم را از دست داد و از دور رقابت‌ها حذف شد.
در ششمین مسابقه قهرمانی شطرنج جهان که از ۱۸ تا ۲۸ آوریل در دبی برگزار شد، کارلسن سومین و آخرین معیار استادبزرگی شطرنج را به دست آورد. به این ترتیب او به جوان‌ترین استادبزرگ شطرنج آن زمان تبدیل شد. (البته بعد از سرگئی کاریاکین که در سن ۱۲ سال و ۷ ماه این عنوان را به دست آورد) کارلسن در مسابقات قهرمانی شطرنج جهانی فیده ۲۰۰۴ شرکت کرد و به عنوان جوانترین شرکت‌کننده مسابقه اعلام شد، اما در همان دور اول از لئون آرونیان شکست خورد.

در ماه ژوئیه کارلسن و برگ استنستد برای اولین بار در مسابقات قهرمانی شطرنج نروژ به امتیاز ۷/۹ دست یافتند؛ بنابراین بازی دو نفره دیگری تنظیم شد اما استنستد بازی را به خاطر برتری ترک کرد.

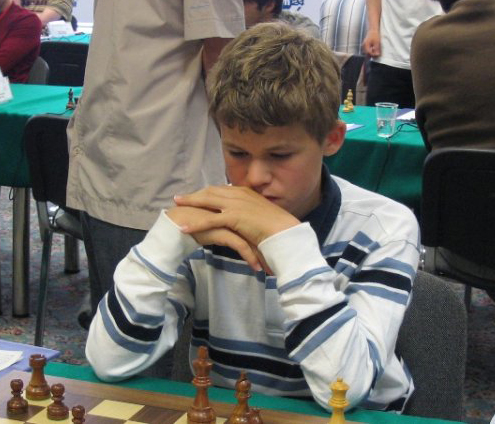
کارلسن در ورشو، ۲۰۰۵

### ۲۰۰۵
در رویداد اسمارتفیش اسکار شطرنج شهر درامن و در جشنواره بین‌المللی شطرنج ۰۵–۲۰۰۴ کارلسن موفق به شکست الکسی شیروف شد و رتبه دهم را در این مسابقات کسب کرد. و در تورنمنت جهان نیز مشترک برنده شد. در ماه ژوئن کارلسن در نیمه نهایی مسابقات شطرنج سریع لئون چهار بازی در برابر ویسواناتان آناند انجام داد که در این زمان رتبه دوم را در جهان داشت و برنده مسابقات قهرمانی شطرنج سریع جهان ۲۰۰۳ نیز بود. در نهایت آناند ۳–۱ پیروز بازی شد.
در مسابقات قهرمانی شطرنج نروژ، کارلسن بار دیگر در جایگاه اول بازی را به پایان رساند، این بار سایمن آگدستین مربی او بود. رقابت‌های پلی آف نیز بین ۷ تا ۱۰ نوامبر برگزار شد و این بار کارلسن نسبت به قبل عملکرد بهتری داشت. این رقابت‌ها بسیار نزدیک بود. آگدستین اولین بازی را برنده شد، کارلسن دومی را. بدین ترتیب بازی به دو بازی رفت و برگشت سرعتی تبدیل شد. کارلسن اولین بازی سریع را برنده شد، آگدستین دومی را و این تساوی آن قدر ادامه پیدا کرد که در ششمین بازی آگدستین برنده شد و عنوان قهرمانی را کسب کرد.

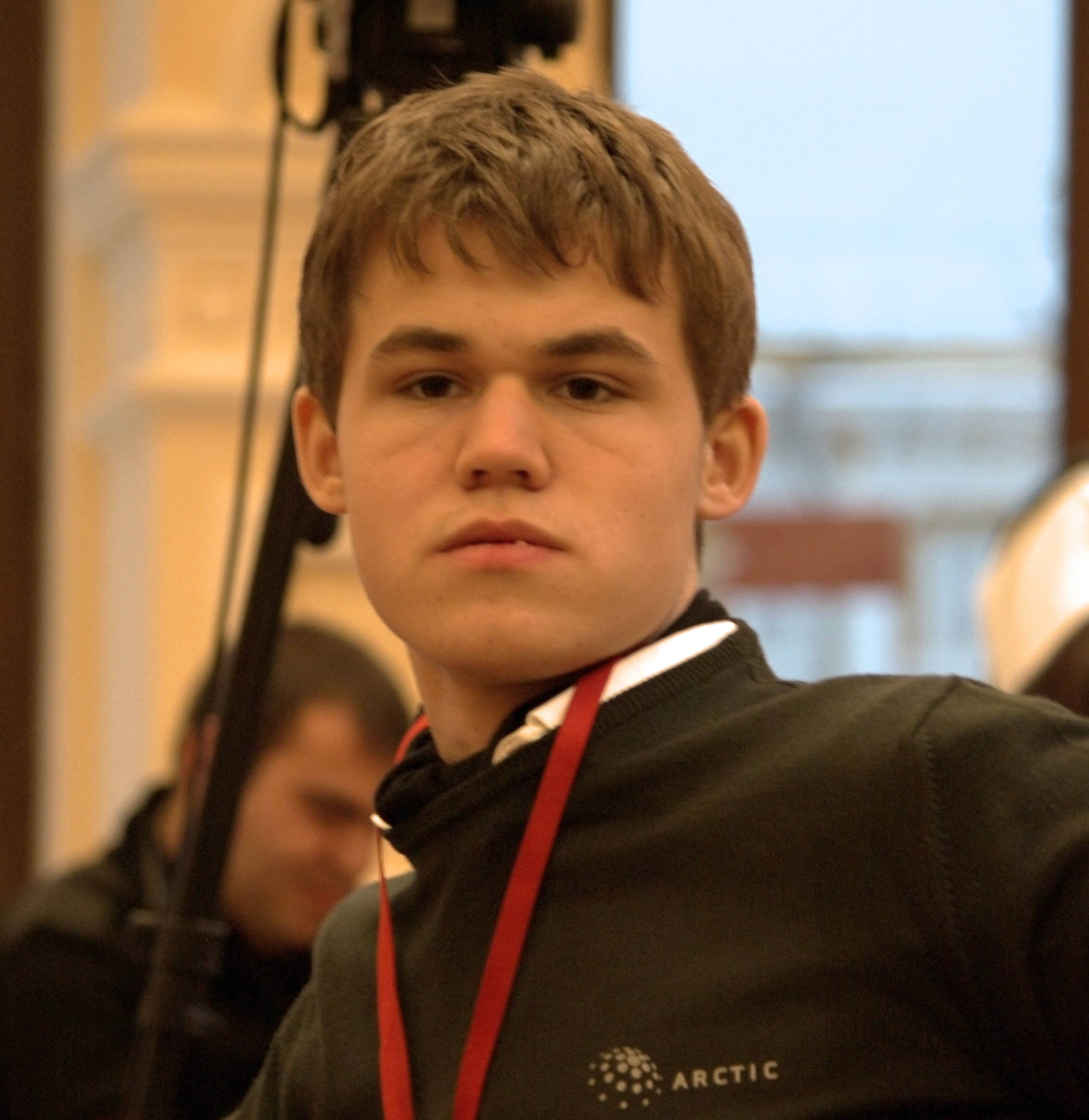
کارلسن در مسابقات قهرمانی ورلد بلیتز در سال ۲۰۰۹

در پایان سال ۲۰۰۵، کارلسن در جام جهانی شطرنج ۲۰۰۵ در خانتی-مانسییسک روسیه شرکت کرد. او در مسابقات حذفی با زوراب آزمافراشویلی و ایوان چارپینوف بازی کرد و این بازیکنان را شکست داد. در همین رقابت‌ها او از اوگنی بالیف شکست خورد. اما بعد از آن پیش از باخت دوباره در مقابل یول لوتیر و ولادیمیر مالاخوف به پیروزی رسید. باخت دوباره او در مقابل گاتا کامسکی رقم خورد. در نهایت کارلسن در جایگاه دهم جای گرفت و جوان‌ترین نامزد مسابقات قهرمانی رسمی جهان شد. در اکتبر، او در مراسم یادبود آرنولد ایکرم در گاسدال شرکت کرد و با امتیاز ۸/۹ و درجه‌بندی عملکرد ۲۷۹۲ مقام اول را کسب کرد.

## سبک بازی

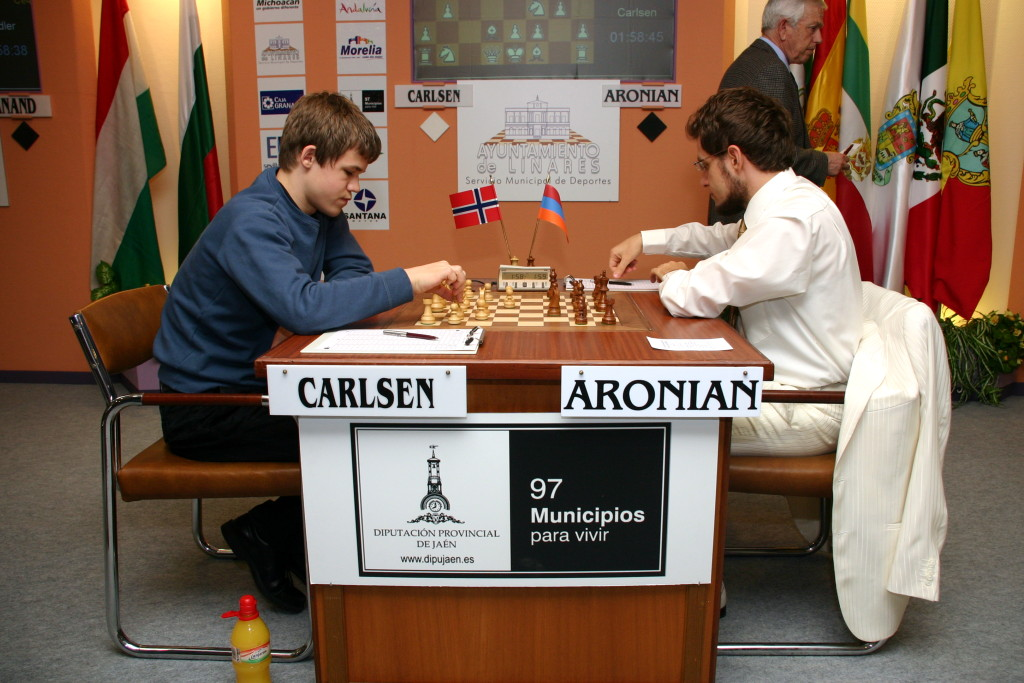
مگنِس کارلسن - لئون آرونیان، تورنمنت شطرنج لینارس ۲۰۰۷

کارلسن در نوجوانی برای سبک هجومی اش مشهور شد و سپس به یک بازیکن جهانی تبدیل شد. کارلسن برخلاف اکثر بازیکنان درجه یک دنیا بر روی آماده‌سازی برای گشایش‌ها متمرکز نیست و بازی او در گشایش‌های مختلف، کار حریفانش را برای آماده‌سازی در مقابل او سخت‌تر کرده‌است.
تسلط پوزیسیونی و جنگندگی او در آخر بازی باعث شده‌است تا با قهرمانان پیشین جهان آناتولی کارپف، خوزه رائول کاپابلانکا و بابی فیشر و واسیلی اسمیسلوف مقایسه شود.

## رکوردها
- کارلسن در سن ۱۳ سالگی در رقابت‌های بلیتز جهان در سال ۲۰۰۴ موفق به شکست آناتولی کارپف و کسب تساوی در برابر گری کاسپاروف (دو قهرمان مشهور جهان) شد، تا رکورد قابل توجهی از خود بر جای بگذارد.
- کارلسن در سال ۲۰۰۴ در حالی که ۱۳ سال و ۱۴۸ روز داشت به درجه استاد بزرگی رسید تا به دومین استاد بزرگ جوان در تاریخ شطرنج تبدیل شد. اگر چه در حال حاضر او سومین استاد بزرگ جوان تاریخ شطرنج محسوب می‌شود.
- در لیست ریتینگ نوامبر ۲۰۰۹ فیده، کارلسن با داشتن ریتینگ ۲۸۰۱ فیده به پنجمین بازیکن‌تاریخ شطرنج تبدیل شد که از مرز درجه ۲۸۰۰ عبور کرده‌است.
- با سن ۱۸ سال و ۱۱ماه؛ کارلسن رکورد جوانترین فردی که موفق به عبور از ریتینگ ۲۸۰۰ شده‌است را ثبت کرد. رکوردی که در سال ۲۰۲۱ توسط علیرضا فیروزجا شکسته شد.
- کارلسن در ژانویه ۲۰۱۰ با ۱۸ سال سن جوانترین بازیکن تاریخ شطرنج شد که در ردهٔ اول ریتینگ فدراسیون بین‌المللی شطرنج قرار گرفته‌است. این رکورد پیش از این در اختیار ولادیمیر کرامنیک بود.
- در لیست ریتینگ ژانویه ۲۰۱۳ فیده، کارلسن به درجه ۲۸۶۱ دست یافت و بدین ترتیب رکورد ریتینگ ۲۸۵۱ گری کاسپاروف را که در ژوئیه ۱۹۹۹ ثبت شده بود، شکست. او بعدها رکورد خود را به ۲۸۸۲ ارتقا داد.
- او در سال ۲۰۱۳ با کسب عنوان قهرمانی جهان در سن ۲۲ سالگی، با چند ماه اختلاف نسبت به سن گری کاسپاروف در رقابت قهرمانی جهان سال ۱۹۸۵، تبدیل به دومین قهرمان جوان تاریخ شطرنج جهان شد.
- از ژوئیه ۲۰۱۸ تا اکتبر ۲۰۲۰، کارلسن ۱۲۵ مسابقه شطرنج کلاسیک را بدون باخت پشت سر گذاشت و رکورد بیشترین بازی پیاپی بدون باخت را ثبت کرد. رکورد پیشین متعلق به دینگ لیرن با ۱۰۰ بازی پیاپی بدون شکست بود. کارلسن در مسابقات ۲۰۱۰ شطرنج کلاسیک در لندن

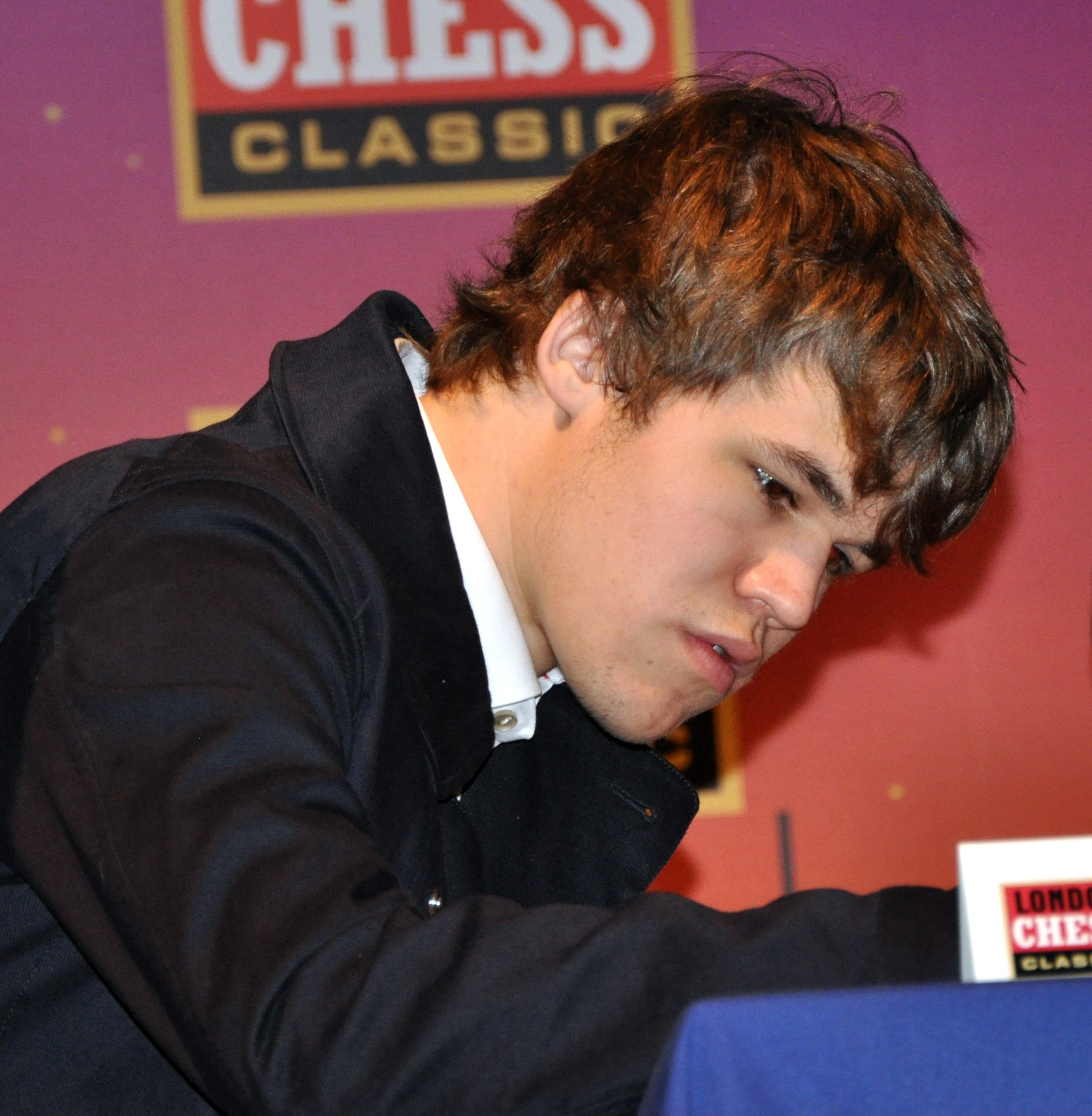
کارلسن در مسابقات ۲۰۱۰ شطرنج کلاسیک در لندن

## رقابت شطرنج قهرمانی جهان در سال ۲۰۱۲
کارلسن برای شرکت در مسابقات کاندیداتوری شطرنج در سال ۲۰۱۲ که در مارس و مه ۲۰۱۱ برگزار شد، انتخاب شده بود. اما در نوامبر ۲۰۱۰ در نامه‌ای به رئیس فیده، کیرسان ایلیومژینوف، انصراف خود از شرکت در این مسابقات اعلام کرد! وی در نامه خود خواهان لغو تمام امتیازات ویژه برای قهرمان جهان در مسابقه قهرمانی جهان آینده و برگزاری یک تورنمنت ۸ یا ۱۰ نفره بین بهترین بازیکنان مشابه تورنمنت قهرمانی جهان ۲۰۰۵ و ۲۰۰۷ شده بود.
با غیبت کارلسن، این مسابقات در نهایت با قهرمانی بوریس گلفاند اسرائیلی به پایان رسید. اما گلفاند در رقابت قهرمانی شطرنج جهان مقابل ویسوآناتان آناند هندی پس از تساوی در ۱۲ بازی، در بازی‌های سریع شکست خورد.

## رقابت شطرنج قهرمانی جهان در سال ۲۰۱۳

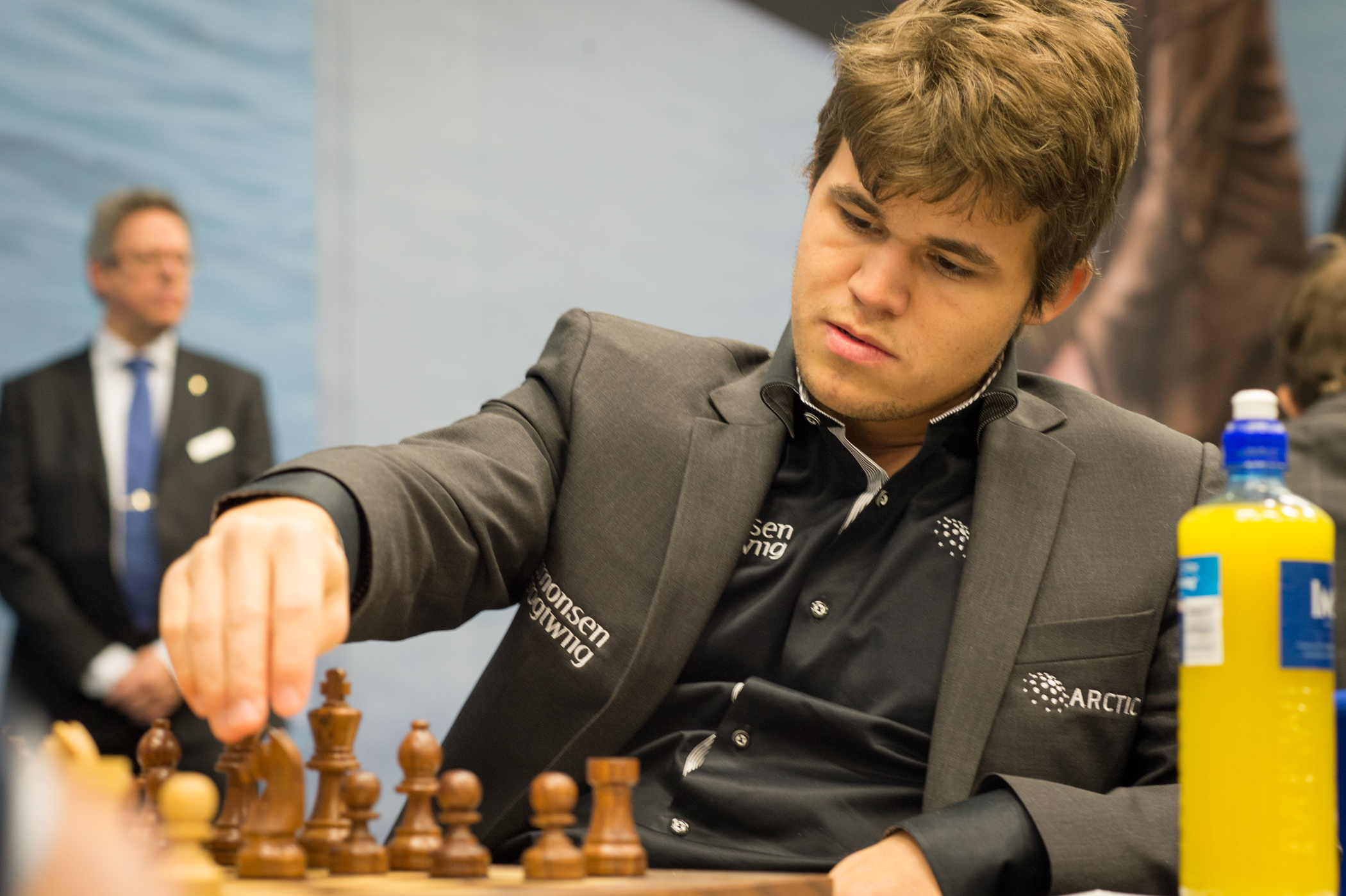
کارلسن در حال مسابقه دادن در هفتمین راند هفتادوپنجمین مسابقات تاتا استیل در سال ۲۰۱۳

براساس رتبه فیده خود، کارلسن بار دیگر مجوز شرکت در مسابقات کاندیداتوری شطرنج را به‌دست آورد. این مسابقات در ماه‌های مارس و آوریل ۲۰۱۳ برگزار شد و کارلسن فاتح آن شد، و بنابراین توانست حق رویارویی در مقابل ویسواناتان آناند در قهرمانی شطرنج جهان ۲۰۱۳ را به‌دست آورد.
رقابت شطرنج قهرمانی جهان در سال ۲۰۱۳ از تاریخ ۱۸ آبان ۱۳۹۲ به میزبانی شهر چنای در هند آغاز شد. در این رقابت که مقرر شده بود در طی ۱۲ مسابقه به انجام برسد، کارلسن پس از انجام ۱۰ مسابقه با نتیجه ۶٬۵–۳٬۵ از ویشی آناند قهرمان جهان پیش افتاد و بدون نیاز به برگزاری دو مسابقه آخر، عنوان قهرمانی شطرنج جهان را به دست آورد.

## رقابت شطرنج قهرمانی جهان در سال ۲۰۱۴

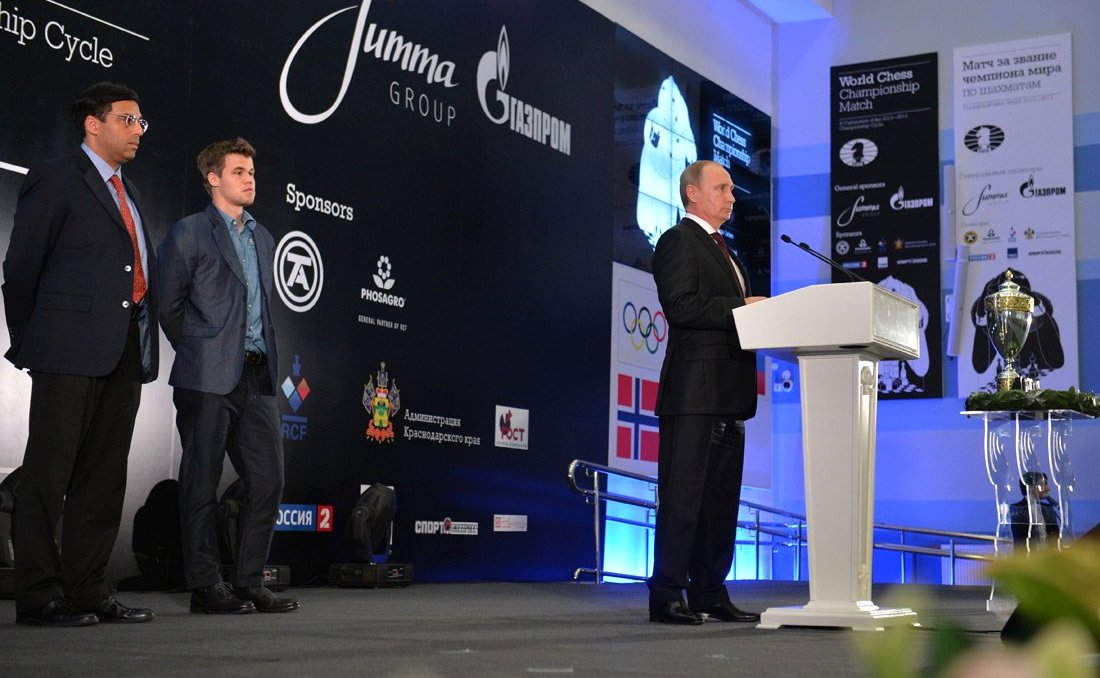
سخنرانی ولادیمیر پوتین، رئیس‌جمهور روسیه در انتهای مسابقات جهانی شطرنج در سوچی روسیه با حضور کارلسن

رقابت شطرنج قهرمانی جهان در سال ۲۰۱۴ از تاریخ ۱۶ آبان تا ۲ آذر ۱۳۹۳ بین مگنِس کارلسن و ویسواناتان آناند قهرمان کاندیداتوری جهان به میزبانی شهر سوچی در روسیه آغاز شد.
در این رقابت که مقرر شده در طی ۱۲ مسابقه به انجام برسد، کارلسن پس از انجام ۱۱ مسابقه با نتیجه ۶٫۵–۴٫۵ از ویسواناتان آناند پیش افتاد و بدون نیاز به برگزاری مسابقه آخر، مجدداً عنوان قهرمانی شطرنج جهان را به دست آورد.

## رقابت شطرنج قهرمانی جهان در سال ۲۰۱۶

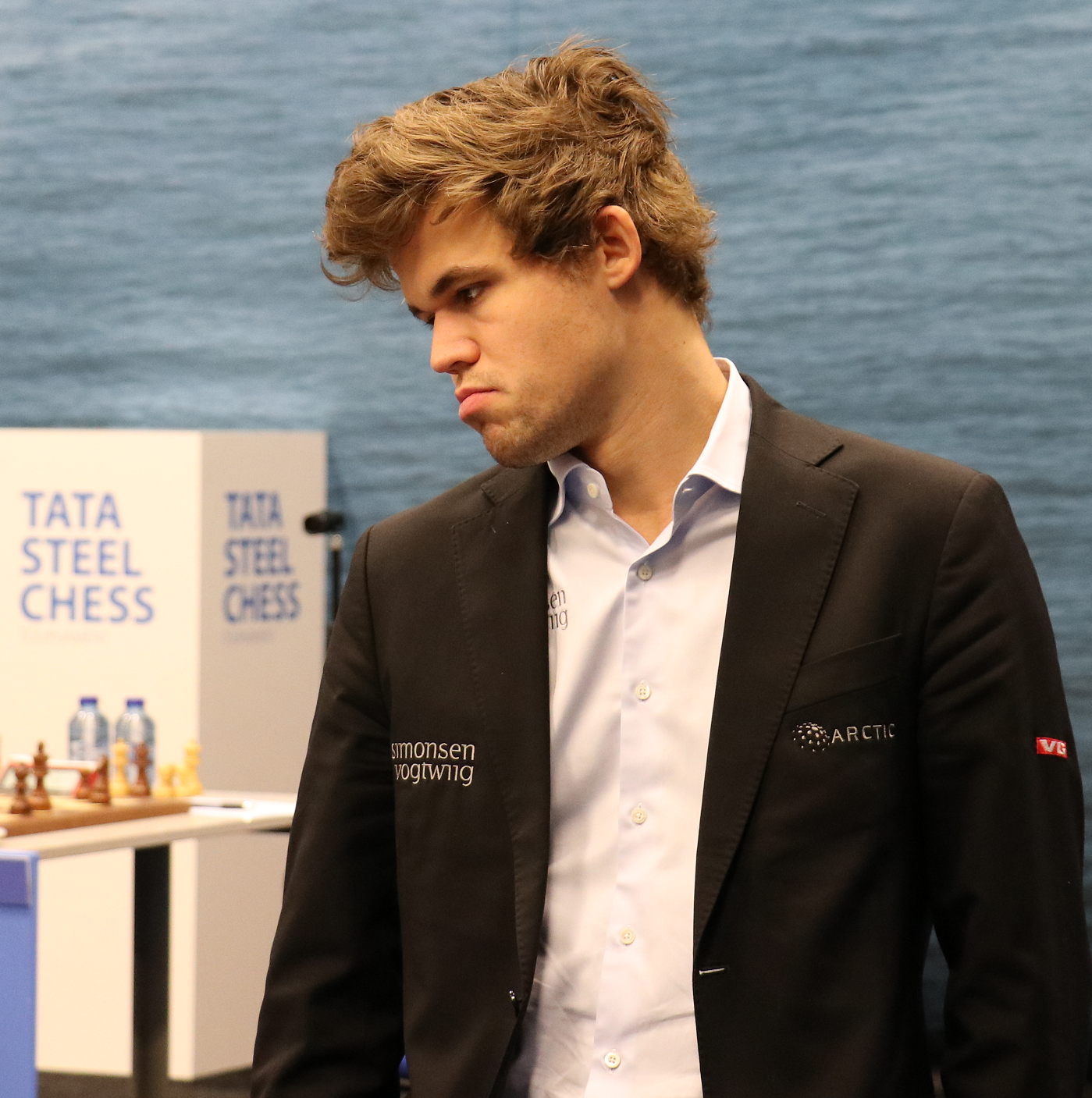
کارلسن در هفتادونهمین تورنومنت شطرنج تاتا استیل در ۲۹ ژانویه ۲۰۱۷

در این بازی‌ها که از ۱۱ تا ۲۹ نوامبر ۲۰۱۶ در نیویورک آمریکا برگزار شد سرگئی کاریاکین و کارلسن پس از ۱۲ بازی رسمی (کلاسیک) با  نتیجه ۶ بر ۶ مساوی شدند (آخرین بازی ۲۹ نوامبر ۲۰۱۶) و برای تعیین قهرمان جهان بازیهای تساوی شکنی را به صورت شطرنج سرعتی (رپید و بلیتز) انجام دادند. در پایان این بازی‌ها در تاریخ ۳۰ نوامبر ۲۰۱۶ وی توانست با دو تساوی و دو برد با نتیجه ۳ بر ۱ مقام قهرمانی شطرنج جهان را برای بار دیگر حفظ کند.

## رقابت شطرنج قهرمانی جهان در سال ۲۰۱۸
در این بازی‌ها که از ۹ تا ۲۸ نوامبر ۲۰۱۸ در شهر لندن برگزار شد. فابیانو کاروانا و کارلسن پس از ۱۲ بازی رسمی (کلاسیک) و کسب ۱۲ تساوی پیاپی، با نتیجه ۶ بر ۶ مساوی شدند (آخرین بازی ۲۶ نوامبر ۲۰۱۸). و برای تعیین قهرمان جهان بازیهای تساوی شکنی را به صورت شطرنج سرعتی (رپید و بلیتز) انجام دادند. در پایان این بازی‌ها در تاریخ ۲۸ نوامبر ۲۰۱۸، کارلسن توانست با سه برد پیاپی و با نتیجه ۳ بر ۰ مقام قهرمانی شطرنج جهان را برای بار دیگر حفظ کند.

## رقابت شطرنج قهرمانی جهان در سال ۲۰۲۱
رقابت شطرنج جهان در سال ۲۰۲۱ از تاریخ ۵ آذر ۱۴۰۰ بین مگنِس کارلسن و یان نپومنیاشی قهرمان کاندیداتوری جهان به میزبانی شهر دبی در امارات آغاز شد. در این مسابقه، کارلسن پس از انجام ۱۱ مسابقه با نتیجه ۷٬۵ بر ۳٬۵ از رقیب خود پیشی گرفت و پنجمین قهرمانی پیاپی جهان خود را جشن گرفت.

## واژه‌نامه
1. ↑  Find the Plan
2. ↑  The Complete Dragon
3. ↑  Elite Sport
4. ↑  Tata Steel Chess Tournament
5. ↑  Sipke Ernst
6. ↑  Aeroflot Open
7. ↑  Fast chess
8. ↑  Smartfish Chess Masters